# Cộng đồng Valencia
Cộng đồng tự trị Valencia (Tiếng Valencia: Comunitat Valenciana, Tiếng Tây Ban Nha: Comunidad Valenciana) [a] là một cộng đồng tự trị của Tây Ban Nha. Đây là cộng đồng tự trị đông dân thứ tư ở Tây Ban Nha sau Andalusia, Catalonia và Madrid với hơn năm triệu dân. [1] [2] Thành phố cùng tên và cũng là thủ đô Valencia là thành phố và khu vực đô thị lớn thứ ba ở Tây Ban Nha. Nằm dọc theo bờ biển Địa Trung Hải ở phía đông của bán đảo Iberia, Valencia giáp với Catalonia về phía bắc, Aragon và Castilla – La Mancha về phía tây và Murcia về phía nam. Cộng đồng Valencia bao gồm ba tỉnh là Castellón, Valencia và Alicante.
Lịch sử của khu vực này bắt đầu từ khi những người Aragon tái chiếm Thân vương quốc hồi giáo Valencia từ tay James I của Aragon trong cuộc “Reconquista” . Vương quốc Valencia mới thành lập được hưởng nhiều quyền tự quản dưới Vương quyền Aragon. Valencia trải qua thời kì thịnh vượng nhất của mình vào thế kỉ 15 khi nó trở thành thủ đô kinh tế của Vương quyền Aragon. Chính quyền tự quản vẫn được duy trì sau cuộc tái thống nhất Tây Ban Nha và chỉ bị đình chỉ vào năm 1707 bởi Philip V do hệ quả của cuộc chiến tranh kế vị Tây Ban Nha . Chủ nghĩa dân tộc Valencia bắt đầu trỗi dậy vào cuối thế kỉ 19, dẫn đến những quan niệm hiện đại hơn về đất nước Valencia. Chính quyền tự quản Valencia chính thức được tái lập vào năm 1982 sau sự chuyển đổi sang chế độ dân chủ của Tây Ban Nha.
Tiếng Valencia, một loại ngôn ngữ có nguồn gốc Roman, đang là ngôn ngữ đồng chính thức của vùng và được nói bởi đa số người dân ở đây (ở những vùng khác nó còn được biết đến với tên gọi tiếng Catalan). Những người nói tiếng Valencia từng bị đàn áp dưới chế độ độc tài Franco và bị ép phải chuyển sang nói tiếng Tây Ban Nha. Kể từ năm 1982, tiếng Valencia đã được sử dụng nhiều trong các công việc hành chính và hệ thống giáo dục sau khi quy chế tự trị được ban hành. Một cuộc khảo sát năm 2015 cho thấy, hầu hết những người sinh sống ở cộng đồng Valencia có thể hiểu được tiếng Valencia  và sử dụng rộng rãi trong giao tiếp nhưng đáng ngạc nhiên là gần một nửa dân số không thể viết được loại ngôn ngữ này.
Tính đến năm 2020, dân số của cộng đồng Valencia chiếm khoảng 10,63% dân số Tây Ban Nha